# Dodi Fayed

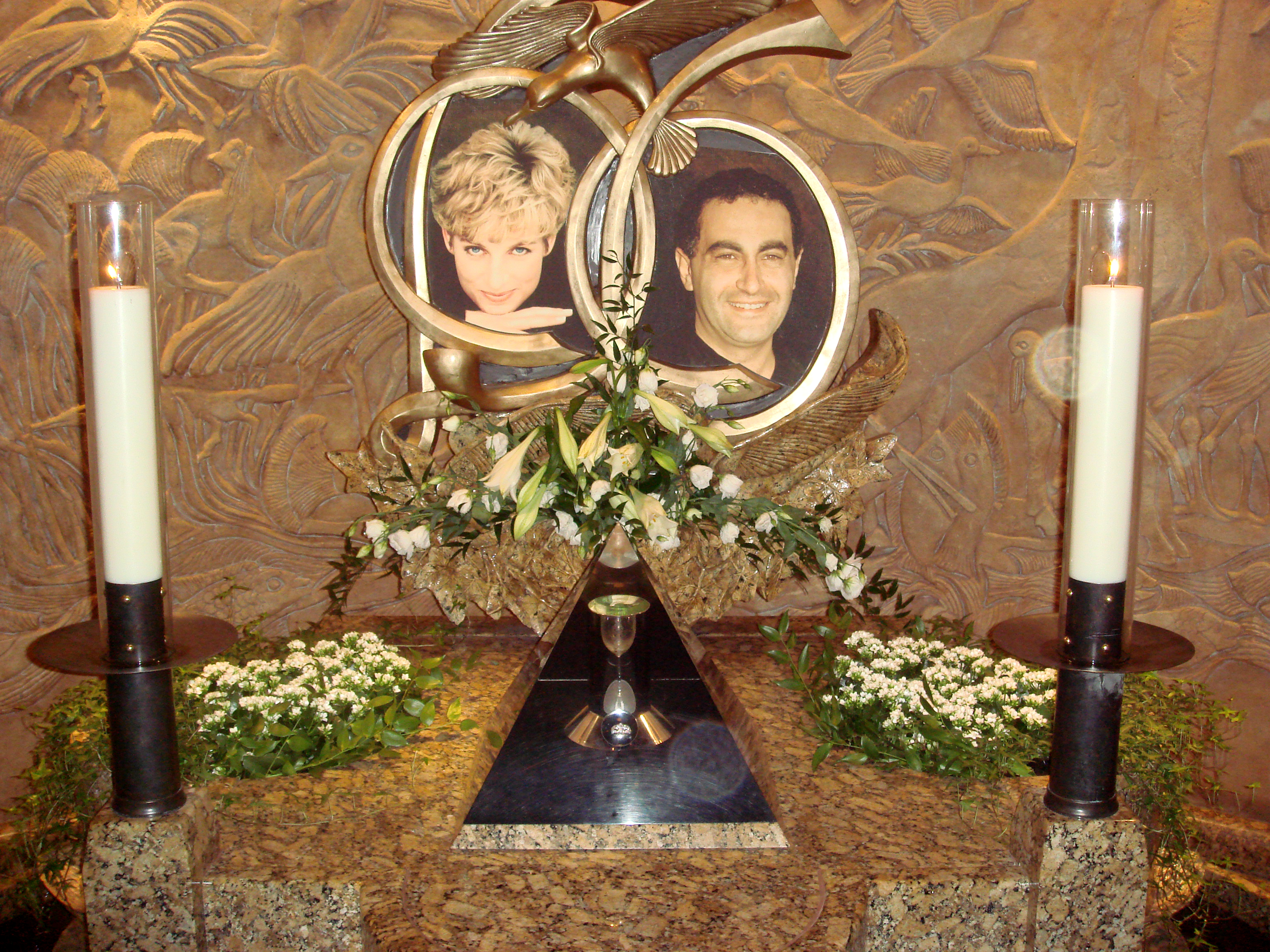
Diana + Dodi (1998), Harrods

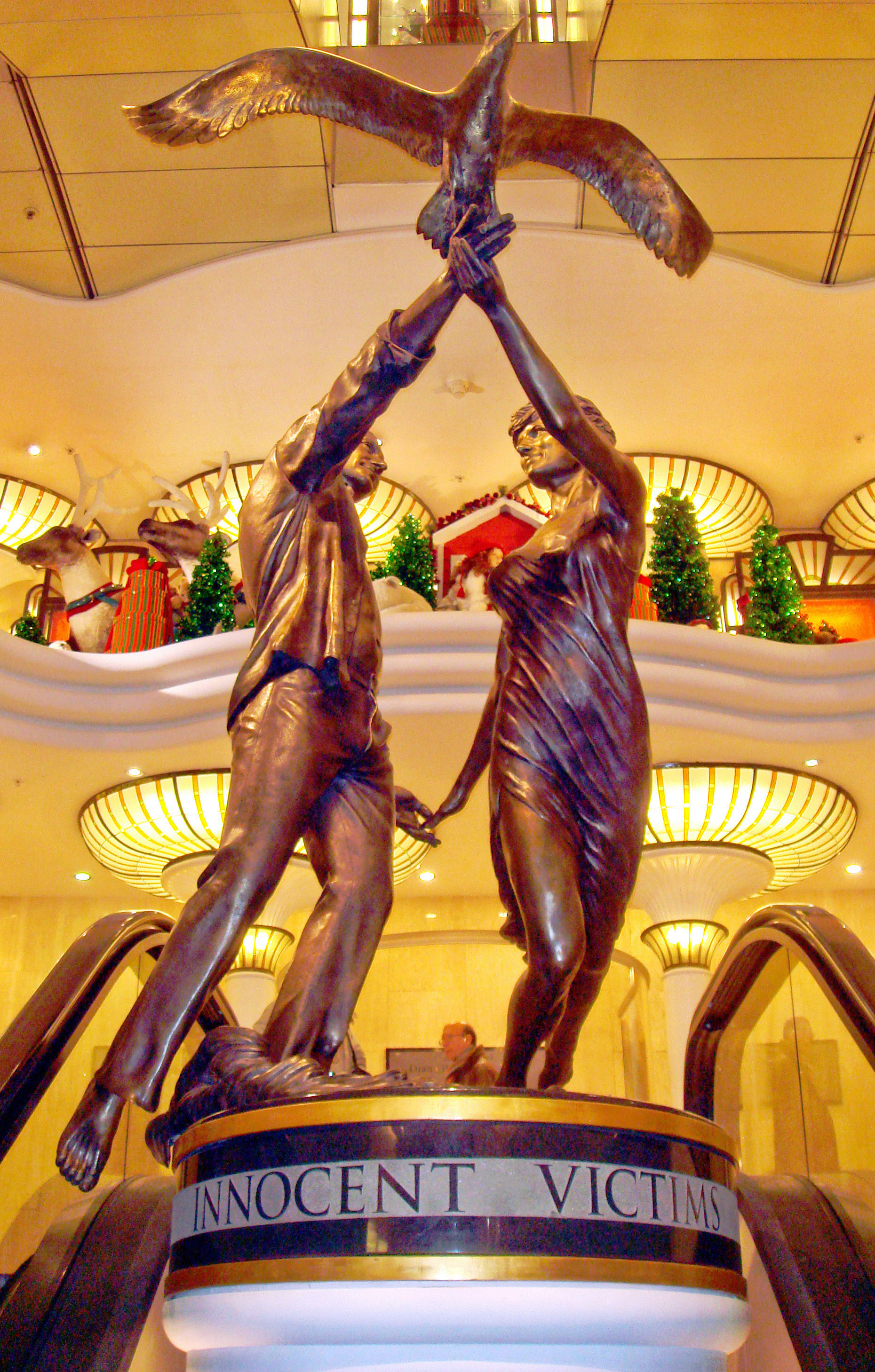
"Innocent Victims" (2005), Harrods

Emad El-Din Mohamed Abdel Moneim Fayed (Arabisch: عماد الدين محمد عبد المنعم الفايد; Alexandrië, 15 april 1955 – Parijs, 31 augustus 1997) was de zoon van Mohamed Al-Fayed.
Hij zat op het Institute Le Rosey in Zwitserland. Hij hield zich voornamelijk bezig met filmproducties; hij was een van de producenten van de bejubelde film Chariots of Fire (1981).
In 1986 huwde hij model Suzanne Gregard, een huwelijk dat acht maanden standhield.
Hij stierf bij een auto-ongeluk in Parijs samen met Diana, Prinses van Wales, terwijl ze achtervolgd werden door paparazzi. Hun korte relatie kwam destijds in opspraak toen een andere vrouw claimde dat zij verloofd was geweest met Dodi en vervolgens verlaten voor Diana.
In de media-gekte die uitbrak na het auto-ongeluk waren er vele speculaties over het karakter van Dodi. Met name zijn keuze van vrouwelijk gezelschap en zijn motieven om een relatie aan te gaan met Diana werden onder de loep genomen.
Zijn vader richtte een monument ter nagedachtenis van Dodi en Diana op in Harrods, waarvan hij de eigenaar was.

## Dodi-mythe
In het algemeen wordt er beweerd dat Dodi en Diana elkaar gevonden hadden en verloofd waren vlak voor het fatale ongeluk. Paul Burrell, de butler van Diana, heeft een andere visie. Hij zegt in zijn boek Dicht bij Diana dat zij door middel van de bekende vakantie met Dodi haar ware liefde, chirurg Hasnat Khan, terug probeerde te krijgen. Hasnat zou haar laatste echte liefde geweest zijn. Dit blijkt onder andere uit telefoongesprekken met Paul Burrell die Diana voerde vanaf het jacht Jonikal van Dodi Al-Fayed.